# Рипольес
Рипольес (исп. Ripollés, кат. Ripollès) — район (комарка) в Испании, входит в провинцию Жирона в составе автономного сообщества Каталония.

## Муниципалитеты
1. Кампдеваноль
2. Кампельес
3. Кампродон (Жирона)
4. Гомбрен
5. Льянарс
6. Лес-Льоссес
7. Мольо
8. Огасса
9. Пардинес
10. Планолес
11. Керальбс
12. Рибес-де-Фресер
13. Риполь
14. Сан-Жоан-де-лес-Абадессес
15. Сан-Пау-де-Сегуриес
16. Сеткасес
17. Тосес
18. Вальфогона-де-Рипольес
19. Вилальонга-де-Тер